# Сотарђине (Парма)
Сотарђине је насеље у Италији у округу Парма, региону Емилија-Ромања.
Према процени из 2011. у насељу је живело 120 становника. Насеље се налази на надморској висини од 27 м.